# Tour der australischen Rugby-Union-Nationalmannschaft nach Neuseeland 1982
| Tour der Wallabies nach Neuseeland 1982 | Tour der Wallabies nach Neuseeland 1982 | Tour der Wallabies nach Neuseeland 1982 | Tour der Wallabies nach Neuseeland 1982 | Tour der Wallabies nach Neuseeland 1982 |
| Übersicht                               | S                                       | G                                       | U                                       | N                                       |
| --------------------------------------- | --------------------------------------- | --------------------------------------- | --------------------------------------- | --------------------------------------- |
| Test Matches                            | 03                                      | 01                                      | 0                                       | 2                                       |
| Sonstige Spiele                         | 11                                      | 09                                      | 0                                       | 2                                       |
| Gesamt                                  | 14                                      | 10                                      | 0                                       | 4                                       |
|                                         |                                         |                                         |                                         |                                         |
| Neuseeland                              | 03                                      | 01                                      | 0                                       | 2                                       |

Die Tour der australischen Rugby-Union-Nationalmannschaft nach Neuseeland 1982 umfasste eine Reihe von Freundschaftsspielen der Wallabies, der Nationalmannschaft Australiens in der Sportart Rugby Union. Das Team reiste von Juli bis September 1982 durch Neuseeland und bestritt während dieser Zeit 14 Spiele. Darunter waren drei Test Matches gegen die All Blacks, die mit zwei Niederlagen und einem Sieg endeten. Dadurch konnte Neuseeland den Bledisloe Cup wieder in seinen Besitz bringen. In den übrigen Spielen gegen Auswahlteams mussten die Australier zwei weitere Niederlagen hinnehmen.

## Spielplan
- Hintergrundfarbe grün = Sieg
- Hintergrundfarbe rot = Niederlage

(Test Matches sind grau unterlegt; Ergebnisse aus der Sicht Australiens)
| #  | Datum              | Gegner                                | Ort              | Stadion                       | Ergebnis |
| -- | ------------------ | ------------------------------------- | ---------------- | ----------------------------- | -------- |
| 01 | 28. Juli 1982      | Taranaki Rugby Football Union         | New Plymouth     | Rugby Park                    | 16:15    |
| 02 | 31. Juli 1982      | Manawatu Rugby Union                  | Palmerston North | Showgrounds Oval              | 26:10    |
| 03 | 04. August 1982    | Hawke’s Bay Rugby Union               | Napier           | McLean Park                   | 13:12    |
| 04 | 07. August 1982    | Southland Rugby Football Union        | Invercargill     | Rugby Park Stadium            | 21:0     |
| 05 | 10. August 1982    | South Canterbury Rugby Football Union | Timaru           | Fraser Park                   | 29:21    |
| 06 | 14. August 1982    | Neuseeland                            | Christchurch     | Lancaster Park                | 16:23    |
| 07 | 18. August 1982    | Buller Rugby Football Union           | Westport         | Victoria Square               | 65:10    |
| 08 | 21. August 1982    | Otago Rugby Football Union            | Dunedin          | Carisbrook                    | 29:12    |
| 09 | 24. August 1982    | Waikato Rugby Union                   | Hamilton         | Rugby Park                    | 23:3     |
| 10 | 28. August 1982    | Neuseeland                            | Wellington       | Athletic Park                 | 19:16    |
| 11 | 01. September 1982 | Bay of Plenty Rugby Union             | Rotorua          | Rotorua International Stadium | 16:40    |
| 12 | 04. September 1982 | Counties Manukau Rugby Union          | Pukekohe         | Pukekohe Stadium              | 9:15     |
| 13 | 07. September 1982 | North Auckland Rugby Union            | Whangārei        | Okara Park                    | 16:12    |
| 14 | 11. September 1982 | Neuseeland                            | Auckland         | Eden Park                     | 18:33    |

## Test Matches
| 14. August 1982 | Neuseeland                                                                       | 23 : 16        | Australien                                                             | Lancaster Park, Christchurch Zuschauer: 38.000 Schiedsrichter: Roger Quittenton (England) |
| 14. August 1982 | Versuche: Fraser Mexted Mourie Pokere Erhöhungen: Hewson (2) Straftritte: Hewson | (19:3) Bericht | Versuche: Campese Mike Hawker Erhöhungen: Gould Straftritte: Gould (2) | Lancaster Park, Christchurch Zuschauer: 38.000 Schiedsrichter: Roger Quittenton (England) |

Aufstellungen:
- Neuseeland: John Ashworth, Andy Dalton, Bernie Fraser, Andy Haden, Allan Hewson, Graeme Higginson, Gary Knight, David Loveridge, Murray Mexted, Graham Mourie , Bill Osborne, Steve Pokere, Mark Shaw, Wayne Smith, Stu Wilson 
 Auswechselspieler: Geoffrey Old
- Australien: David Campese, John Coolican, Phillip Cox, Gary Ella, Mark Ella , Roger Gould, Peter Grigg, Duncan Hall, Mike Hawker, Peter Lucas, Bruce Malouf, Andy McIntyre, Simon Poidevin, Christopher Roche, Steve Williams

| 28. August 1982 | Neuseeland                                                       | 16 : 19        | Australien                                                         | Athletic Park, Wellington Zuschauer: 37.000 Schiedsrichter: Alan Hosie (Schottland) |
| 28. August 1982 | Versuche: Fraser Shaw Erhöhungen: Hewson Straftritte: Hewson (2) | (3:19) Bericht | Versuche: Campese G. Ella Erhöhungen: Gould Straftritte: Gould (3) | Athletic Park, Wellington Zuschauer: 37.000 Schiedsrichter: Alan Hosie (Schottland) |

Aufstellungen:
- Neuseeland: John Ashworth, Andy Dalton, Bernie Fraser, Andy Haden, Allan Hewson, Graeme Higginson, Gary Knight, David Loveridge, Murray Mexted, Graham Mourie , Steve Pokere, Mark Shaw, Wayne Smith, Mark Taylor, Stu Wilson
- Australien: David Campese, Phillip Cox, Gary Ella, Mark Ella , Roger Gould, Peter Grigg, Duncan Hall, Mike Hawker, Peter Lucas, Andy McIntyre, John Meadows, Simon Poidevin, Christopher Roche, Lance Walker, Steve Williams 
 Auswechselspieler: Steve Cutler

| 11. September 1982 | Neuseeland                                                                                   | 33 : 18         | Australien                                                                 | Eden Park Zuschauer: 52.000 Schiedsrichter: Alan Hosie (Schottland) |
| 11. September 1982 | Versuche: Hewson Shaw Erhöhungen: Hewson (2) Straftritte: Hewson (5) Dropgoals: Hewson Smith | (12:15) Bericht | Versuche: Gould Erhöhungen: Gould Straftritte: Gould (3) Dropgoals: Hawker | Eden Park Zuschauer: 52.000 Schiedsrichter: Alan Hosie (Schottland) |

Aufstellungen:
- Neuseeland: Andy Dalton, Bernie Fraser, Andy Haden, Allan Hewson, Gary Knight, Paul Koteka, David Loveridge, Murray Mexted, Graham Mourie , Bill Osborne, Steve Pokere, Mark Shaw, Wayne Smith, Gary Whetton, Stu Wilson
- Australien: David Campese, Philip Clements, Phillip Cox, Mark Ella , Roger Gould, Peter Grigg, Hawker, Peter Lucas, Andy McIntyre, John Meadows, Simon Poidevin, Christopher Roche, Andrew Slack, Lance Walker, Steve Williams